# Абриаль, Жорж
Жорж Абриаль (фр. Georges Abrial; 1898, Париж — 2 августа 1970, Вовиль, Манш) — французский авиаконструктор, специалист по аэродинамике.

## Биография
С 1909 года создавал масштабные модели планеров (всего более 250 моделей). Окончил Аэротехнический институт военной школы Сен-Сир, после чего работал аэродинамиком в компании Пьера Левассёра. Интересовался формулой летающее крыло, спроектировал несколько бесхвостых самолётов.
После 1932 года прекратил разработку новых самолётов. Занимался инструктажем, методиками обучения; играл важную роль в развитии планеризма во Франции в 1930-е годы, а после Второй мировой войны - и во французской Африке.
В 1954 году вернулся к проектированию бесхвосток (проект A-13 Buse).
Его работы использовались другими проектировщиками:
- Шарль Фовель изменил крыло Абриаля для своих проектов (Abrial / STAé 230—231, утолщён на 17 %), и Ж. Абриаль помог ему в разработке AV-2;
- Аль Бэкстрем использовал крыло Абриаля для своего Backstrom EPB-1 Flying Plank (1954).

## Проекты
традиционные конструкции
- Levasseur-Abrial A-1 (1922) — первый планер в натуральную величину; разрушился на четвёртом взлёте
- Abrial A-2 Vautour (1925) — одноместный планёр
- Abrial A-3 Oricou (1927) — одномоторный одноместный самолёт
- Peyret-Abrial A-5 Rapace (1928) — создан при участии Луи Пейре и профессора Туссана; побил международный рекорд высоты 720 м;

летающее крыло
- A-260 — на базе Caudron C-260
- Abrial A-12 Bagoas (1931) — одноместный планёр с низким соотношением сторон; не завершён.
- Abrial A-13 Buse (1954) — проект одноместного планёра; не завершён.